# Chorinaeus parvus
Chorinaeus parvus är en stekelart som beskrevs av Kusigemati 1967. Chorinaeus parvus ingår i släktet Chorinaeus och familjen brokparasitsteklar. Inga underarter finns listade i Catalogue of Life.